# Stanislav Pěnička
Stanislav Pěnička (* 5. října 1939) je bývalý český sportovní funkcionář a politik, v 90. letech 20. století poslanec České národní rady a Poslanecké sněmovny za ODS, později za Unii svobody, v letech 1997-1998 předseda Svazu lyžařů.

## Biografie
Pocházel z rodiny pekaře, v roce 1968 byl ředitelem kulturního střediska v Semilech.
Ve volbách v roce 1992 byl zvolen do České národní rady za ODS (volební obvod Východočeský kraj). Zasedal v rozpočtovém výboru.
Od vzniku samostatné České republiky v lednu 1993 byla ČNR transformována na Poslaneckou sněmovnu Parlamentu České republiky. Zde mandát obhájil v sněmovních volbách v roce 1996. V letech 1992-1996 byl místopředsedou rozpočtového výboru. V lednu 1998 přestoupil do poslaneckého klubu nově utvořené Unie svobody. Krátce před svým přestupem k Unii svobody měl v prosinci 1997 dopravní nehodu, po níž odmítl dechovou zkoušku. Čelil pak kritice. V březnu 1998 se ale ke kritickým výzvám kvůli jeho dopravní nehodě připojila i Unie svobody, která mu doporučila pozastavit členství. Mandátový a imunitní výbor sněmovny mu uložil zaplacení pokuty. Pěnička se bránil tím, že poukazoval na rozpory ve znaleckých posudcích a označil chování policistů po nehodě za arogantní. Proti verdiktu sněmovního výboru se odvolal a uspěl. V květnu 1998 podepsal analýzu Jednadvacet záznamů o pravicové havárii, kterou sepsal Milan Uhde, v níž se kriticky hodnotila i Unie svobody.
V červnu 1997 byl zvolen předsedou Svazu lyžařů. Bytem se uvádí v Tanvaldu. V březnu 1998 z funkce odstoupil. V červnu 1999 se stal marketingovým ředitelem fotbalového klubu Jablonce.
Později se vrátil do ODS. V komunálních volbách v roce 2002 a komunálních volbách v roce 2006 byl za ODS zvolen do zastupitelstva města Semily. Profesně uváděn jako zástupce ředitele školy, v roce 2006 jako místostarosta. K roku 2004 se zmiňuje jako předseda organizace ODS v Semilech a aktér sporu mezi dvěma křídly tamních občanských demokratů.
Ve volebních obdobích 2004-2008 i 2008-2012 byl členem Výboru pro výchovu, vzdělávání, zaměstnanost a sport zastupitelstva Libereckého kraje. V letech 2008-2012 byl dokonce jeho předsedou.
V senátních volbách roku 2012 kandidoval do horní komory parlamentu za senátní obvod č. 35 - Jablonec nad Nisou. Byl kandidátem hnutí Semiláci. Získal 3 % hlasů a nepostoupil do 2. kola. Profesně se uvádí jako zástupce ředitele střední školy v Tanvaldu a krajský zastupitel v Libereckém kraji. Do krajského zastupitelstva byl zvolen v krajských volbách roku 2004 a krajských volbách roku 2008 za ODS. V polovině června roku 2012 ovšem z ODS vystoupil.